# Mariona Solé Altimira
Mariona Solé Altimira   (Barcelona, 1983) és una muntadora i realitzadora de cinema catalana.
És llicenciada en Periodisme per la UAB. Entre el 2016 i 2017 cursa el Màster en Documental de Creació de l'IDEC (Universitat Pompeu Fabra).
Des de 2013 es dedica a el muntatge cinematogràfic formant part de l'equip de Carlos Marquès Marcet com ajudant de muntatge a 10.000KM (Goya a direcció novell), Tierra Firme i Els dies que vindran (millor pel·lícula i millor direcció al festival de Màlaga 2019) i de Neus Ballús a El viatge de la Marta.
El 2015 munta el seu primer llarg documental, Tierra de Nadie de Rafael Rosal Paz, i s'especialitza en muntatge documental. Ha muntat la sèrie documental Pa'lante d'Aldemar Matias per a TV Brasil (2017), El Rastro Firme de Fernando Gómez Luna (2018, en postproducció) i 918 Gau d'Arantza Santesteban.
Té una llarga experiència com muntadora i realitzadora d’audiovisuals. Ha muntat documentals, La América de Trump, de Josep Cuní, espots, Veus que no veus, dirigit per Marta Vergonyós i Alba Cros i produït per La Bonne, vídeos per espectacles en directe, Paella Augmentada, concert performance amb el Niño de Elche sota la direcció de Marc Sempere, i tràilers, Rêve du Mousse, d’Elena Molina. També ha fet d’ajudant de muntatge en projectes cinematogràfics com La gent es mor de Carlos Marqués-Marcet, de pel·lícules per a televisió, Amics per sempre, de Roman Parrado, 13 dies d’octubre de Carlos Marqués-Marcet, i de documentals, Ciutats a contrallum de Francesc Relea, El Jardí de les flors del presseguer, d’Oriol Martínez i Enric Ribes.
Actualment treballa com ajudant de muntatge en el project Staff Only de Neus Ballús i és una de les muntadores de Lo de Évole (Producciones del Barrio) en la seva segona temporada.